# Racovița (Brăila)
Racovița es una comuna rumana del condado de Brăila.

## Geografía
Se encuentra en la margen izquierda del río Buzău, que discurre al sur de la comuna.

## Historia
Hacia comienzos del siglo XX la comuna, que formaba parte por entonces del antiguo condado de Râmnicu-Sărat, tenía contabilizada una población de 855 habitantes. En la segunda mitad del siglo XX la comuna había pasado a pertenecer al condado de Brăila y estaba constituida por las localidades de Racoviță, Corbeni y Custura.